# Anne Sofie Vermund
Anne Sofie Vermund (født 1993) er en dansk atlet medlem af Sparta Atletik.
Anne Sofie Vermund vandt som 18-årig bronze ved inde-DM på 60 meter hæk 2011. Hun trænes af Michael Jørgensen og tidligere af Anders Møller.
Under sommeren 2010 kunne man på flere end 260 plakatsøjler rundt om i København se Team Copenhagens to plakater; den ene med Muzafar Ali fra Nørrebro Taekwondo Klub, den anden med Anne Sofie Vermund begge indgår i Team Copenhagen Eliteidrætsakademi.

## Danske mesterskaber
- Bronze 2012 60 meter hæk-inde 9,11
- Bronze 2011 60 meter hæk-inde 9,37
- Sølv 2011 4 x 200 meter-inde 1,46,28

## Personlige rekord
- 60 meter hæk-inde: 8,89 Helsingborg 2012
- 100 meter hæk: 14,82 Helsingør 2014